# Ciocolată

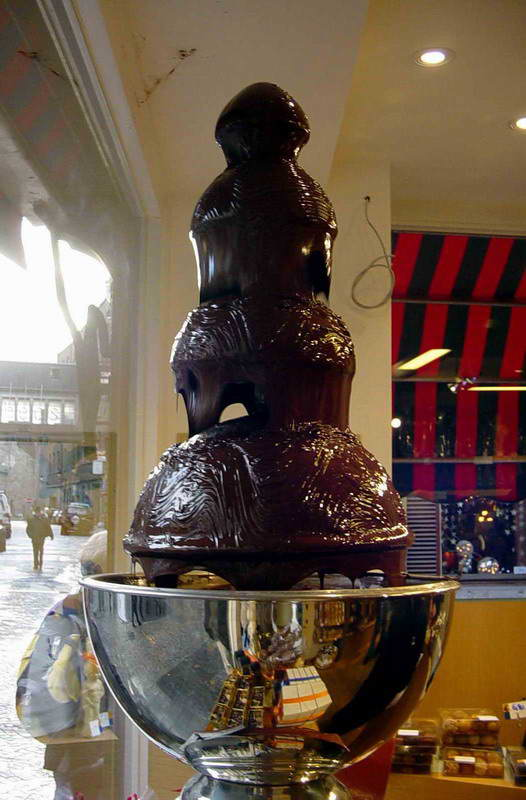
Fântână de ciocolată într-un magazin din Bruxelles

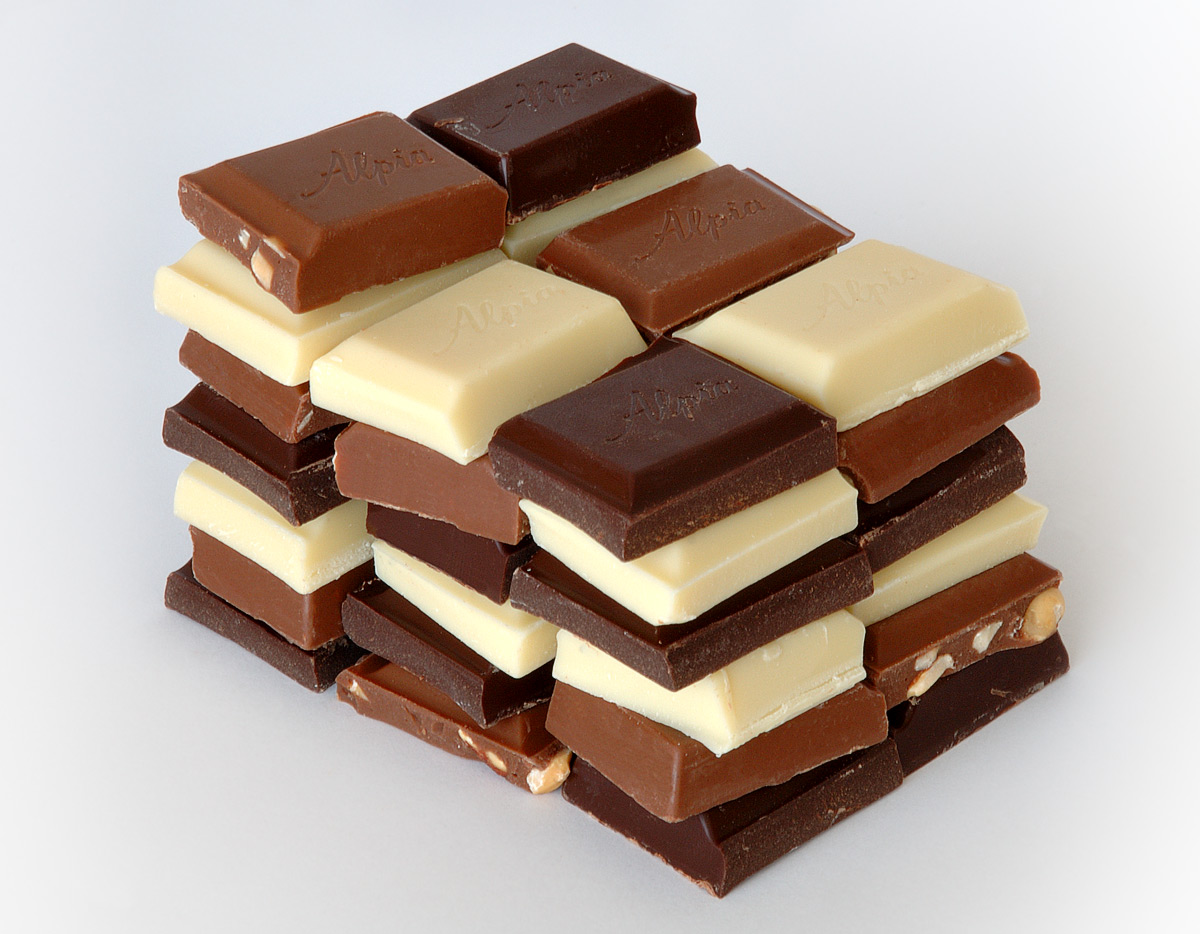
Tipuri de ciocolată

Ciocolata este un produs alimentar obținut dintr-un amestec de cacao, lapte de cocos, zahăr, uneori lapte și unele arome specifice. Ciocolata este servită, de obicei, sub formă de tabletă, baton, praline, înghețată sau alte produse de cofetărie.

## Tipuri

### Ciocolata neagră
Ciocolata neagră, numită și ciocolată amăruie, este un amestec de cacao și unt de cacao cu zahăr. Ea conține minimum 35% cacao, proporția depinzând de fabricant. Necesarul de zahăr depinde de amăreala varietății de cacao utilizată.

### Ciocolata cu lapte
Ciocolata cu lapte conține, conform reglementărilor UE impuse, un minim de 25% substanță uscată de cacao și 12% substanță solidă de lapte (în general lapte praf sau lapte condensat). Prima ciocolată cu lapte a fost lansată de elvețianul Daniel Peter în 1875.

### Ciocolata albă
Ciocolata albă este ciocolata produsă din unt de cacao, zahăr, lapte, vanilie și alte arome. 

Nu conține cacao pudră sau alte preparate din cacao de aceea are o culoare apropiată de alb.

## Istoria ciocolatei
Istoria ciocolatei începe cu două mii de ani în urmă, când cultura arborelui de cacao era practicată în America de Sud.
Cristofor Columb (1502) a fost primul explorator care a luat contact cu boabele de cacao din Lumea Nouă. Aduse în Europa, acestea nu s-au bucurat de o prea mare atenție, deoarece nimeni nu știa la ce folosesc.
În 1519, conchistadorul Hernando Cortez a descoperit că Montezuma, conducătorul aztecilor, obișnuia să bea o băutură preparată din semințe de cacao, numită "chocolatl". Montezuma obișnuia să bea aproape cincizeci de căni pe zi. El i-a servit lui Hernando Cortez această băutură regală, pe care acesta a găsit-o cam amară pentru gustul său.
Spaniolii au adăugat trestie de zahăr și i-au îmbogățit aroma cu ajutorul vaniliei și scorțișoarei. În plus, au descoperit că băutura este mai gustoasă servită fierbinte.
Locuitorii Spaniei au început, treptat, să aprecieze miraculosul preparat, servit cu precădere de aristocrație. Ei nu au dezvăluit Europei secretul acestei băuturi timp de un secol. Călugării spanioli au fost cei care au făcut public modul de preparare a acestei băuturi ce a fost rapid apreciată la Curtea Regală din Franța și apoi din Marea Britanie.
Locul privilegiat al ciocolatei în civilizațiile moderne se datorează aromei sale inimitabile, dar și unei aure magice transmise de-a lungul timpului. Într-adevăr, cacohuaquatl în limba incașă înseamnă "cadoul grădinarului paradisului către primii oameni", adică a zeului Quetzalcoatl.
Fructele de cacao serveau ca monedă de schimb, iar amanda (pulpa de cacao) se folosea pentru prepararea băuturii zeilor, "tchocolaltl", ciocolata cu efecte stimulatorii pentru înlăturarea oboselii și cu gust foarte plăcut. Arborele de cacao poate atinge 8 metri în 12 ani, înflorește în tot cursul anului, având aproape 100.000 flori în buchete, dar din care doar 0,2% dau fructe.
În secolul XIX s-au produs două transformări importante în istoria ciocolatei. În 1847, o companie engleză a creat un proces tehnologic de solidifiere a ciocolatei, iar doi ani mai târziu, elvețianul Daniel Peter s-a gândit să adauge un ingredient nou: laptele.
La scurt timp, o nouă invenție a marcat istoria ciocolatei: temperatura de topire mai scăzută decât cea a corpului uman. Așadar, ciocolata se topește în gură și la figurat, dar și la propriu. Ciocolata neagră se topește la 34 - 35 grade Celsius, în timp ce pentru ciocolata cu lapte este nevoie de o temperatură mai scăzută cu câteva grade. În prezent ciocolata cu lapte este cel mai căutat sortiment, ciocolata neagră fiind apreciată doar de 5-10% dintre consumatorii acestui produs.

## Sănătate
Deși ciocolata este mâncată de plăcere, consumul de ciocolată cacao/ciocolată amăruie a fost dovedit a afecta benefic sistemul circulator. Alte studii au fost efectuate pentru a dovedi efecte anticancerigene, de stimulator cerebral, inhibitor al tusei și inhibitor al diareii. În ciuda beneficiilor posibile, consumul excesiv de ciocolată poate favoriza obezitatea și apariția diabetului zaharat.
Un studiu prezentat de către BBC a arătat că în timpul topirii ciocolatei în gură, creierul uman cunoaște o creștere a activității electrice, iar ritmul cardiac crește mai mult decât în timpul unui sărut pasional și senzația durează de patru ori mai mult.

### Sistemul circulator
Studii recente au arătat anumite beneficii posibile datorate consumului de ciocolată amăruie și cacao. Cacaua posedă un puternic efect antioxidant natural, protejând împotriva oxidării lipo-proteice, ceva mai mult decât alte alimente sau băuturi bogate în antioxidanți polifenolici. Procesarea cacauei cu substanțe alcaline distrug flavonoidele. Unele studii clinice au demonstrat de asemenea un efect de reducere a tensiunii arteriale și de îmbunătățire a dilatației vaselor de sânge datorate circulației sporite ca urmare a consumului zilnic de ciocolată. In plus, ciocolata s-a dovedit a avea un efect neuroprotector în accidentele vasculare cerebrale de tip ischemic Chiar a existat o dietă numită "Dieta Ciocolata", care punea un accent deosebit pe consumul de capsule de ciocolată și cacao. Oricum consumul de ciocolată cu lapte, ciocolată albă, laptelui gras cu ciocolată infirmă beneficiile ciocolatei asupra corpului din aceste produse..
O treime din grăsimea ce se găsește în preparatele de ciocolată sunt grăsimi saturate în special acidul stearic și o grăsime nesaturată numită acid oleic. Acționând diferit față de alte grăsimi nesaturate, acidul stearic nu crește nivelul colesterolului din sânge. Consumul de ciocolată în cantități relativ mari nu crește nivelul colesterolului, ci chiar este indicată o acțiune de scădere a acestuia din urmă.

### Proprietăți afrodiziace
Cultura populară romantică a atribuit ciocolatei proprietăți afrodiziace puternice, adeseori fiind asociate plăceri senzuale provocate de consumul acesteia. De asemenea componența de natură grasă și zaharoasă a ciocolatei stimulează hipotalamusul, inducând o senzație plăcută, cu efect asupra nivelului serotoninei. Deși serotonina are un efect stimulator, în cantități mari aceasta este transformată în melatonină care duce la o reducere a apetitului sexual..

### Alte beneficii
Anumite studii statistice au relevat creșterea incidenței unor anumite forme de cancer la persoanele care consumă, în mod curent și în cantități apreciabile, dulciuri, cum ar fi ciocolata. Dar există foarte puține dovezi care să indice proprietăți favorizatoare sau de tratament ale cancerului prin intermediul ciocolatei bogate în flavonoide. Rezultate obținute în laboratoare dovedesc proprietăți anticancerigene ale flavonoidelor conținute în boabele de cacao și cacao-a.
Mars Incorporated, o companie americană de dulciuri, cheltuiește anual sume considerabile pentru cercetare asupra flavonoizilor. Compania se afla în tratative cu o companie farmaceutică pentru a scoate pe piață un medicament bazat pe flavonoizi sintetizați din boabele de cacao. Conform cercetărilor sponsorizate de Mars Inc. la Universitatea Harvard, Universitatea California și mai multe laboratoare de cercetare la universități din Europa, medicamentele pe bază de cacao ar putea ajuta în tratamentul  diabetului, demenței și a altor boli.
Unele studii indică chiar efecte de temperare și reducere a tusei persistente. Ingredientul activ în combaterea tusei, teobromina fiind de trei ori mai eficientă în tratament decât codeina, principalul medicament utilizat contra tusei. De asemenea, ciocolata are o acțiune locală de calmare și rehidratare a mucoasei gâtului. Flavonoidele de asemenea au o acțiune inhibatoare antidiareică, ceea ce sugerează beneficii antidiareice ca urmare a consumului de ciocolată.

### Riscul de obezitate
Îngrijorarea majoră a unor nutriționiști este faptul că, deși consumul de ciocolată poate afecta în mod pozitiv prevalența unor biomarkeri care pot reduce incidența bolilor cardiovasculare, această cantitate va fi destul de mare pentru un efect serios ceea ce ar echivala cu un număr mare de calorii introduse în circuitul alimentar, calorii care, nefiind utilizate în procese intensive energetice celulare, provoacă obezitatea. Astfel, ciocolata poate avea un dublu efect, favorizând obezitatea în același timp cu beneficiile flavonoizilor.

### Acnee
Contrar credinței populare de favorizator al acneei, studii clinice nu au putut confirma o acțiune sigură, deși zahărul din ciocolată poate contribui la creșterea valorii glicemiei sanguine. Laptele este dovedit a favoriza apariția acneei și în general consumul excesiv de ciocolată cu lapte poate într-o oarecare măsură favoriza apariția acneei.

### Intoxicarea cu plumb
Ciocolata are una dintre cele mai ridicate concentrații de plumb dintre produsele dietetice tipice omului occidental, cu potențial de a cauza o slabă otrăvire cu plumb. Deși studii recente au arătat că boabele absorb puțin plumb, acesta tinde să se lege de cojile boabelor și astfel să devină contaminate. Un articol de recenzie, publicat în anul 2006, afirmă că, în ciuda nivelului ridicat al consumului de ciocolată, există un număr mic de date cu privire la concentrațiile de plumb din aceste produse.
Într-un studiu al USDA(Departamentul de Agricultură al S.U.A) din anul 2004, nivelul mediu de plumb din eșantioanele testate varia de la 0,0010 până la 0,09565 µg plumb per gram de ciocolată; dar un alt studiu realizat de un grup de cercetare elvețian în anul 2002 a descoperit că unele ciocolate conțineau până la 0,769 µg per gram, aproape de limita standard internațională acceptată de plumb din cacao pudră sau boabele de cacao, care este de 1 µg plumb per gram.

În anul 2006, U.S. Food and Drug Administration a coborât cu o cincime cantitatea de plumb permisă în dulciuri, dar conformarea la această limită este opțională. În timp ce studiile arată că plumbul aflat în compoziția ciocolatei ar putea fi absorbit doar parțial de organismul uman, încă nu este cunoscut debutul efectelor plumbului asupra bunei funcționări a creierului copiilor și chiar în mici cantități plumbul poate determina deficiențe ale dezvoltării neurologice, inclusiv scăderea factorului IQ. 

### Otrăvirea cu teobromină
În cantități suficiente, teobromina găsită în ciocolată este toxică pentru organismele animale, precum caii, câinii, papagalii, rozătoare mici, și pisici deoarece acestea nu sunt capabile să metabolizeze substanța chimică în sine. Dacă sunt hrăniți cu ciocolată, teobromina va rămâne în sistemul lor circulator o perioadă de timp de până la 20 ore, iar animalele vor experimenta crize epileptice, infarct miocardic, hemoragii interne, sau chiar moartea. Tratamentul în astfel de cazuri implică inducerea stării de vomă în cel mult două ore de la ingerare, sau contactarea de urgență a unui medic veterinar pentru stabilirea tratamentului medicamentos.
Un câine de talie medie care cântărește aproximativ 20 de kilograme va avea de-a face cu disconfort intestinal sever după ingerarea a nu mai mult decât 240 g de ciocolată amăruie, dar nu va avea de-a face cu bradicardia sau tahicardia decât dacă mănâncă cel puțin jumătate de kilogram de ciocolată cu lapte. Ciocolata amăruie are de 2 până la 5 ori mai multă teobromină, ceea ce o face mai periculoasă pentru câini. Conform «Merck Veterinary Manual», aproximativ 1,3 grame de ciocolată de casă per kilogram corp al unui câine, sunt suficiente pentru a provoca simptomele de toxicitate.
De exemplu: un baton obișnuit de 25 de grame de ciocolată de menaj este de ajuns pentru a provoca aceste simptome unui câine de 20 de kilograme. Bineînțeles, ciocolata de menaj este rareori folosită în consumul direct datorită gustului ei neplăcut, dar alte toxicități canine provocate de ciocolata amăruie pot fi extrapolate în baza acesteia. 
Iar deoarece câinilor le place gustul dulciurilor de ciocolată la fel de mult ca și oamenilor și sunt capabili să găsească și să mănânce cantități mult mai mari decât servește în mod obișnuit un om, aceștia ar trebui ținuți departe de mult râvnita ciocolată. Există rapoarte conform cărora salteluțele făcute din pastile de cacao sunt periculoase pentru animalele de casă (și nu numai). Gustările făcute din carob pot fi folosite în loc, acestea nepunând în pericol sănătatea acestora.

### Ciocolata ca stimulent

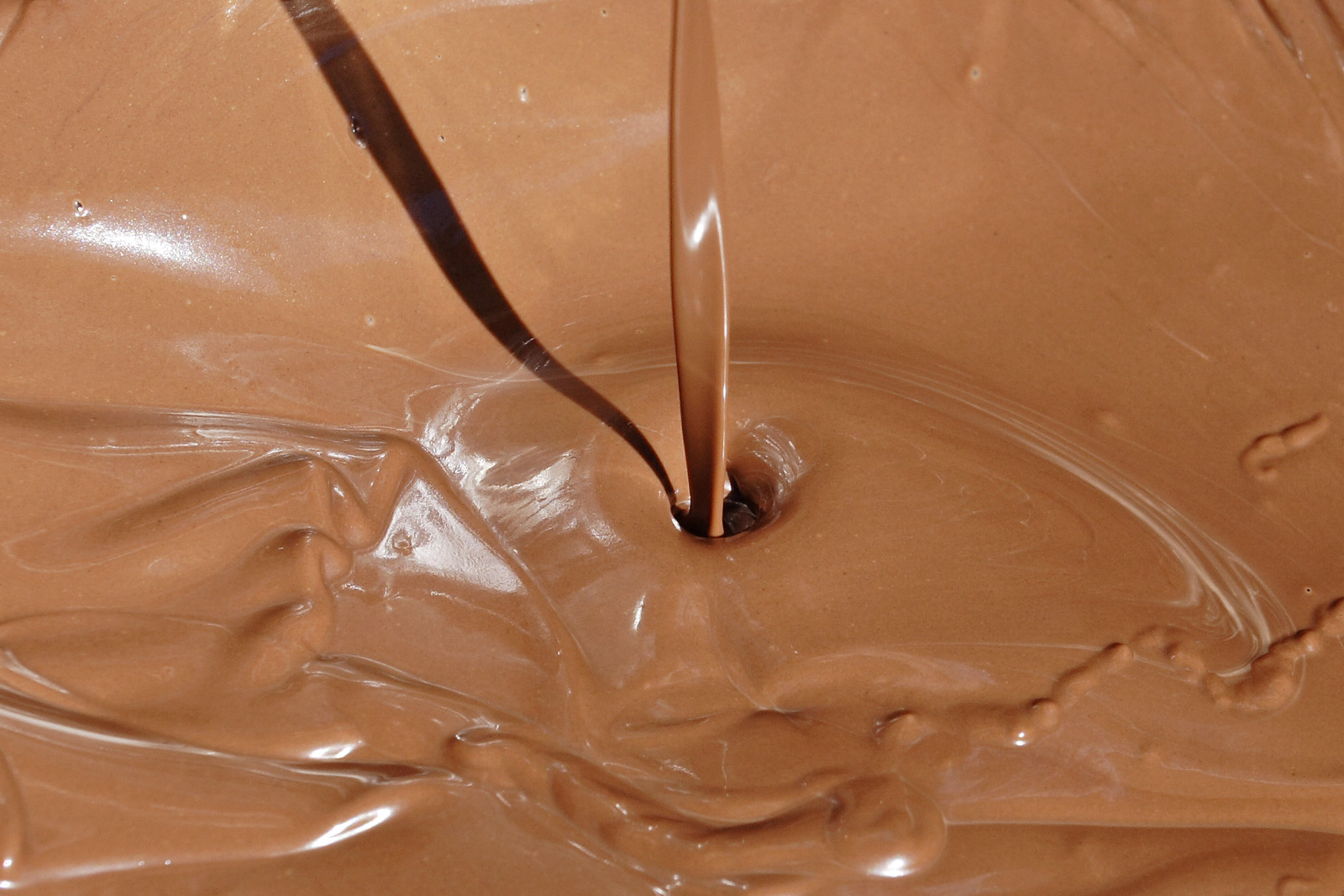
Ciocolată topită

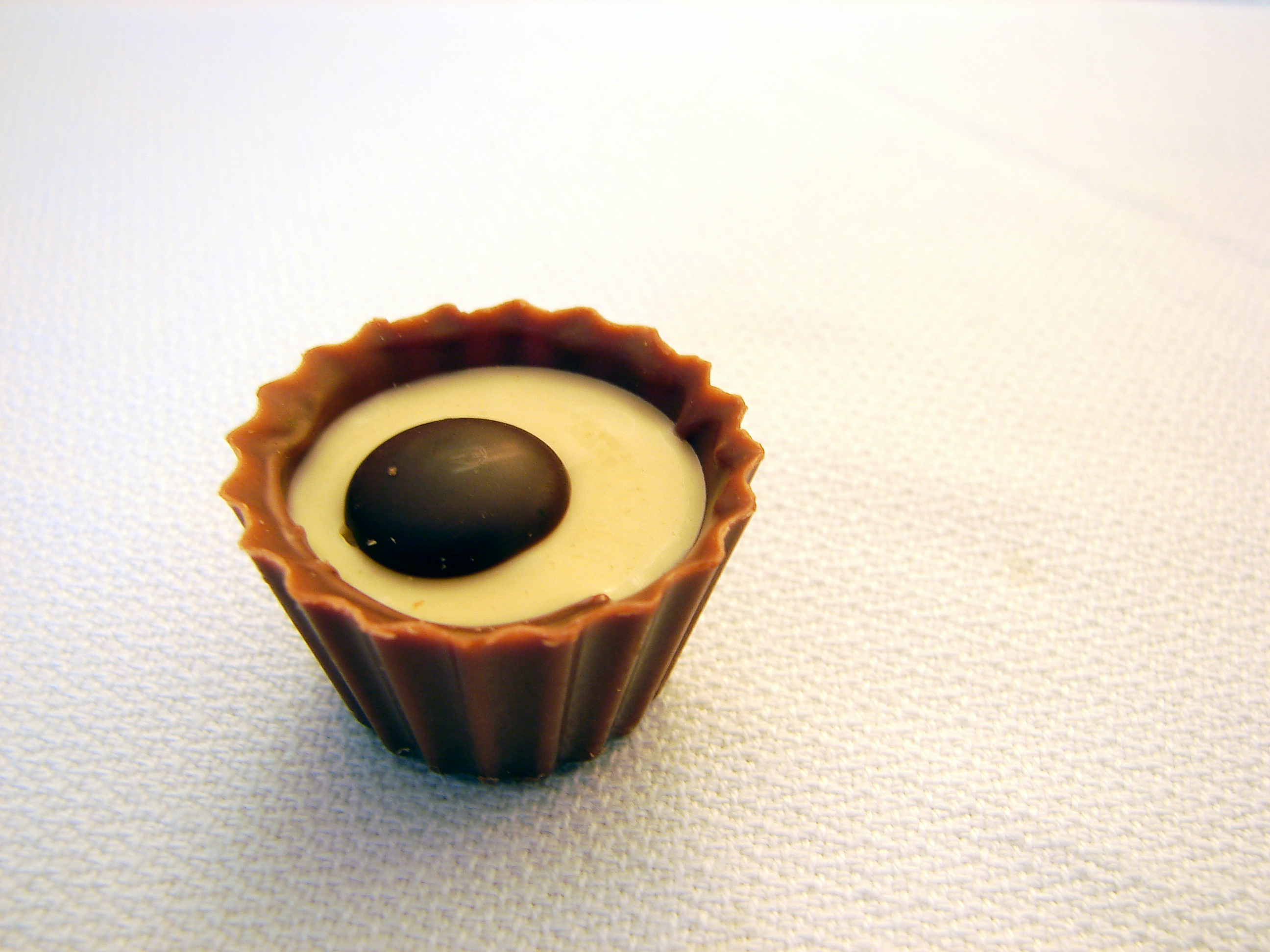
Dulciuri din ciocolată

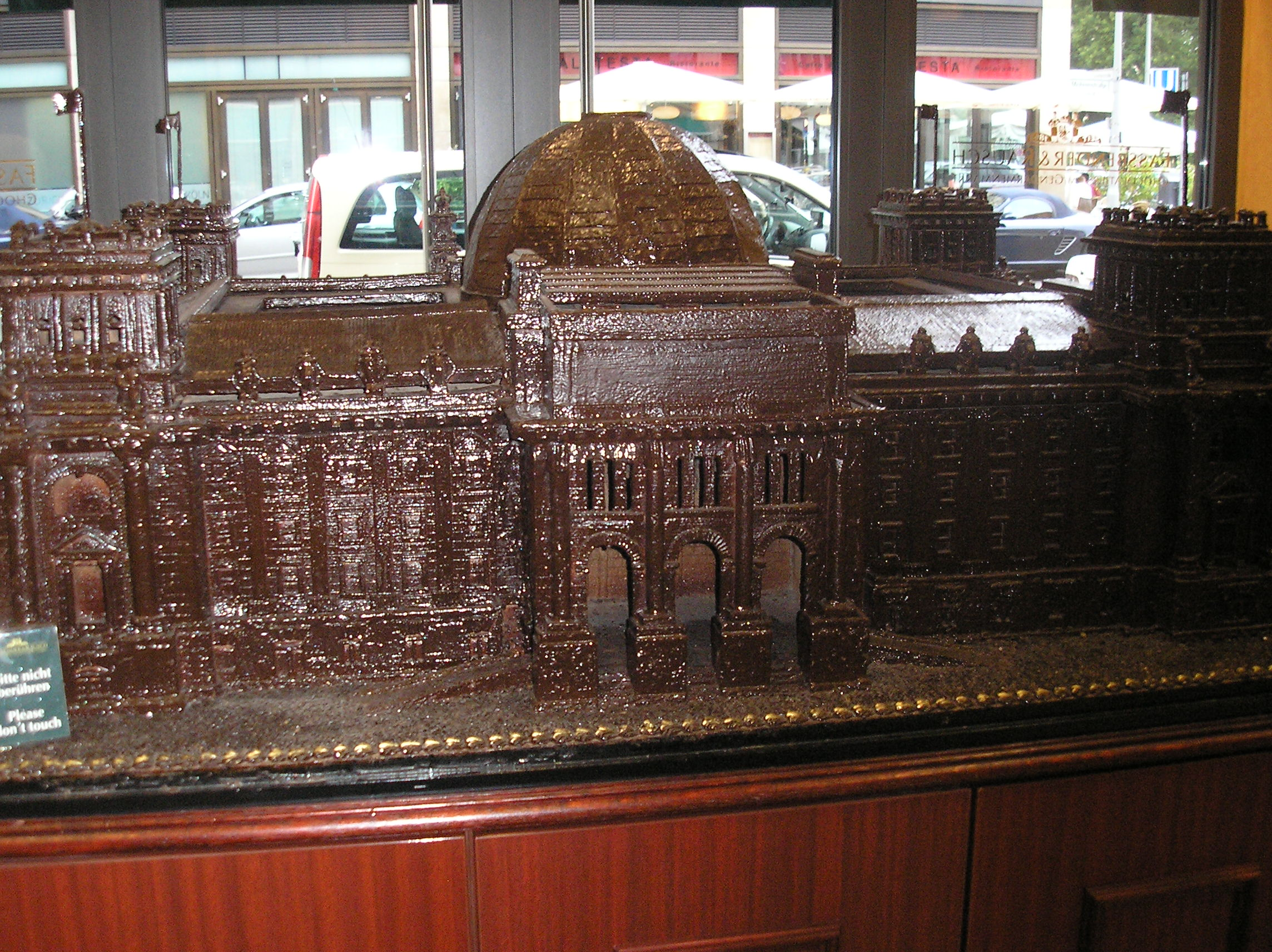
Un model al lui Reichstag produs din ciocolată la un magazin din Berlin

Ciocolata conține o varietate de substanțe:
- Zahăr
- Teobromină, alcaloidul principal in cacao și ciocolată [26] și parțial responsabil pentru efectul stimulator al ciocolatei
- Triptofan, un aminoacid esențial și un precursor al serotoninei
- Fenetilamină, un alcaloid;[27] este rapid metabolizat de oxidaza monoaminică B deci nu atinge creierul în cantități mari
- Cofeină, prezentă doar în cantități foarte mici [26]

Ciocolata este un ușor stimulant pentru oameni datorită prezenței teobrominei. Are un efect mai pronunțat pentru cai, deci este interzisă utilizarea acesteia la cursele de cai.

### Riscul de dependență
Evaluările studiilor preclinice indică faptul că consumul frecvent și excesiv pe termen lung de alimente bogate în grăsimi sau zahăr poate produce o dependență (dependență alimentară). Aceasta poate include ciocolata. Se știe că aroma dulce și ingredientele farmacologice ale ciocolatei creează o poftă puternică sau se simt „de dependență” de către consumator. O persoană care are o mare plăcere pentru ciocolată se poate referi la ei înșiși ca fiind un ciocolatic. Ciocolata nu este încă recunoscută oficial de DSM-5 ca o dependență diagnosticabilă.

## Producție și consum
În anul 2016 se estima că, în medie, un european sau american consumă în jur de 5,2 kg de ciocolată pe an.